# Ахнет
Ахнет (англ. ahnet, kel ahnet, arrerf ahnet, adrar ahnet) — диалект (или язык) туарегского племени кель ахнет, один из диалектов/языков подгруппы тамахак (западный тамахак) севернотуарегской группы туарегской ветви берберской семьи.
Распространён в пустынных районах Сахары в южной части Алжира (вилайет Таманрассет) — в горах Адрар Ахнет к северо-западу от плато Ахаггар. Численность говорящих на диалекте/языке ахнет в Алжире вместе с носителями других диалектов и языков западнотамахакской подгруппы не превышает 25 тыс. человек (2005).
Согласно классификации А. Ю. Айхенвальд и А. Ю. Милитарёва, язык ахнет вместе с близким ему языком гхат включены в северную группу туарегской ветви.
По другим данным, ахнет представляет собой один из диалектов языка западный тамахак (собственно тамахак) севернотуарегской группы: вместе с близкими ему диалектами ахаггар, тайток и иссакамарен ахнет входит в западную группу диалектов этого языка, противопоставленную восточнотамахакским диалектам гхат, ажжер, урагхен, тимасинин и имангхассатен.